# Itala (Italië)
Itala is een gemeente in de Italiaanse provincie Messina (regio Sicilië) en telt 1687 inwoners (31-12-2004). De oppervlakte bedraagt 10,7 km², de bevolkingsdichtheid is 158 inwoners per km².

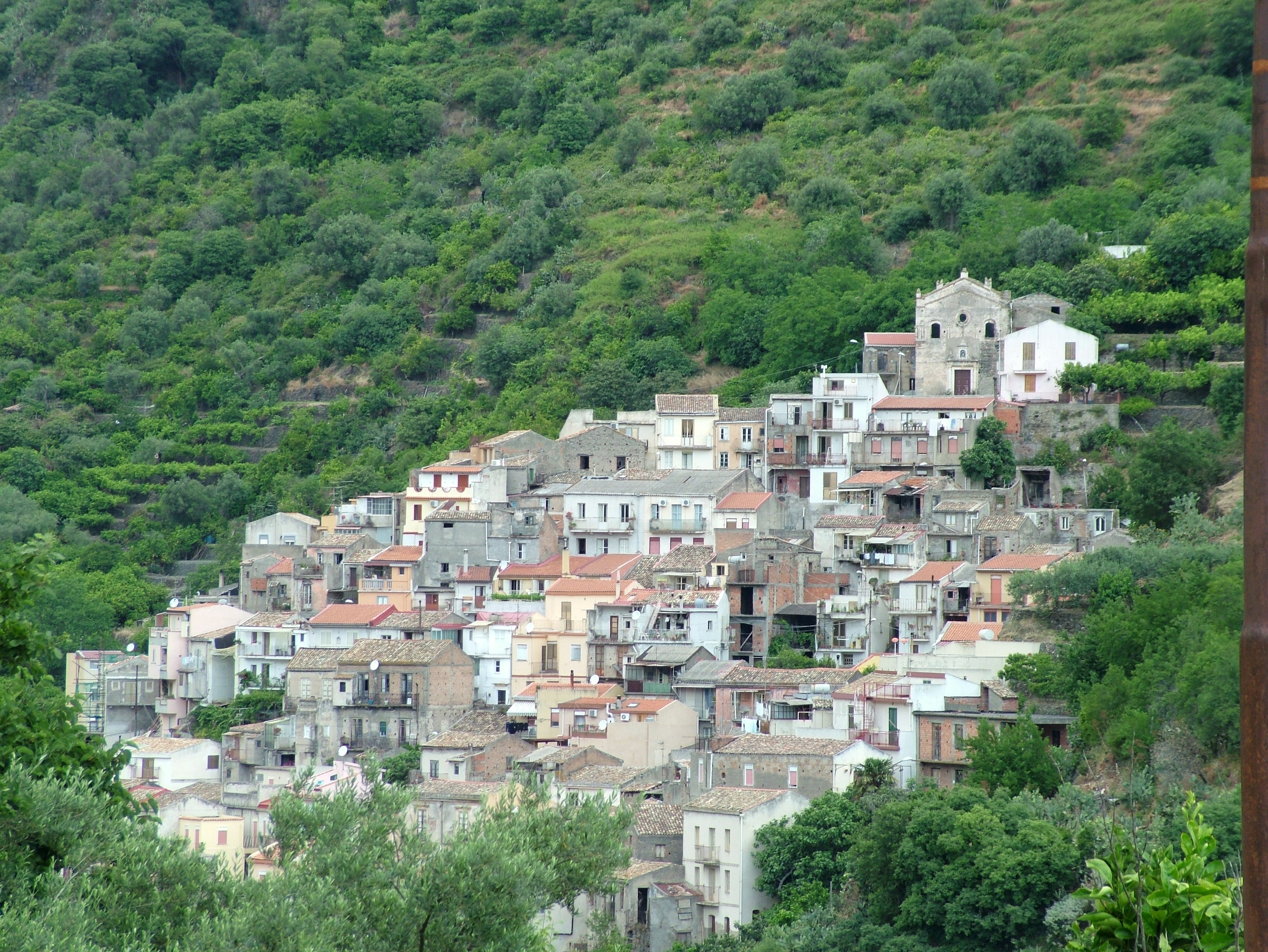
Itala
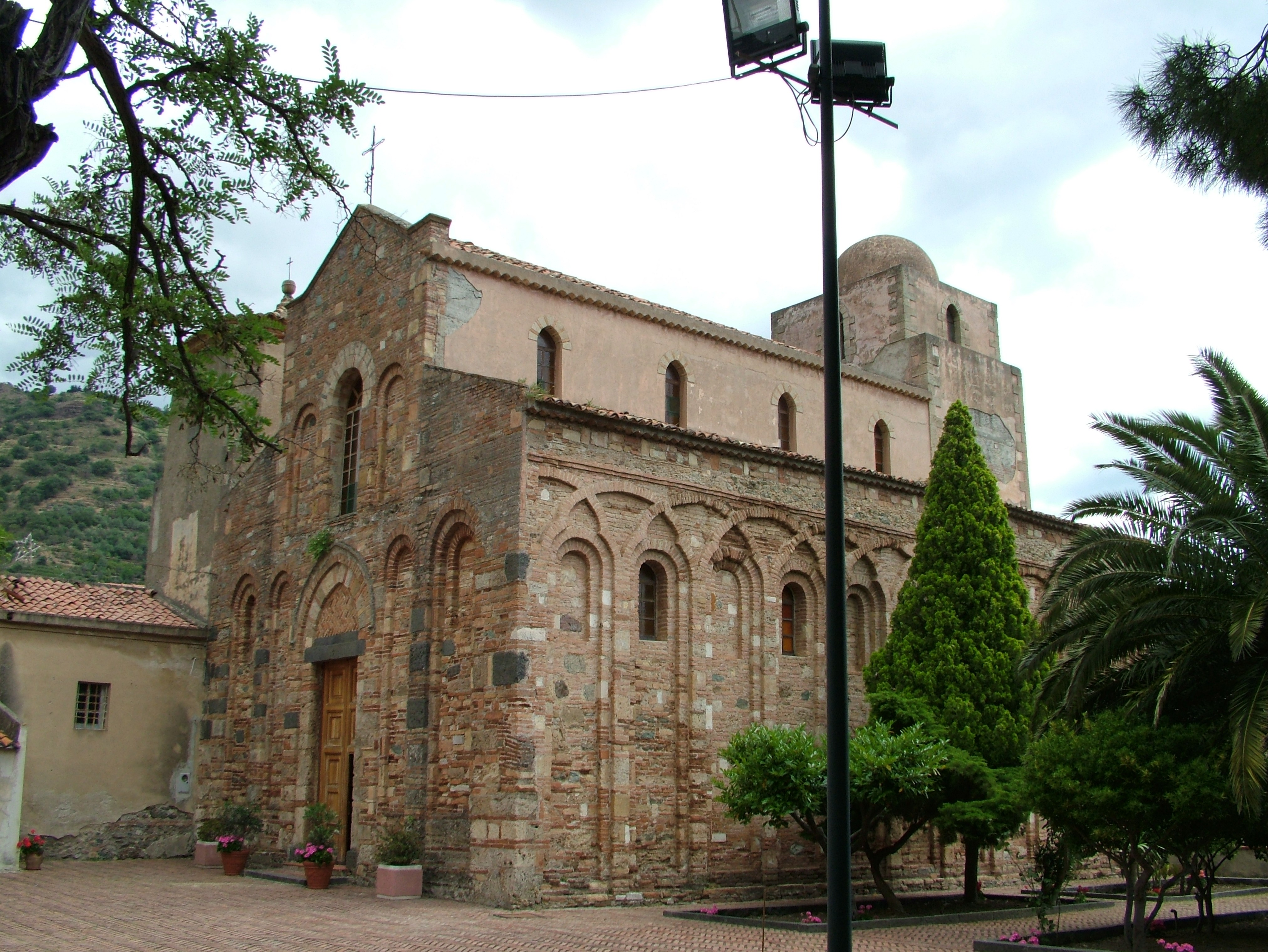
Kerk van St. Petrus en St. Paulus

## Demografie
Itala telt ongeveer 663 huishoudens. Het aantal inwoners daalde in de periode 1991-2001 met 6,7% volgens cijfers uit de tienjaarlijkse volkstellingen van ISTAT.
| Jaar | Inwoneraantal |
| ---- | ------------- |
| 1991 | 1813          |
| 2001 | 1692          |

## Geografie
Itala grenst aan de volgende gemeenten: Alì, Alì Terme, Fiumedinisi, Messina, Scaletta Zanclea.

## Geboren
- Pietro Cuppari (1816-1870), arts-landbouwkundige
- Letterio D'Arrigo Ramondini (1849-1922), aartsbisschop van Messina en archimandriet van de Santissimo Salvatore
- Attilio Basile (1910-2012), hoogleraar chirurgie